# Marquesado de Baztán

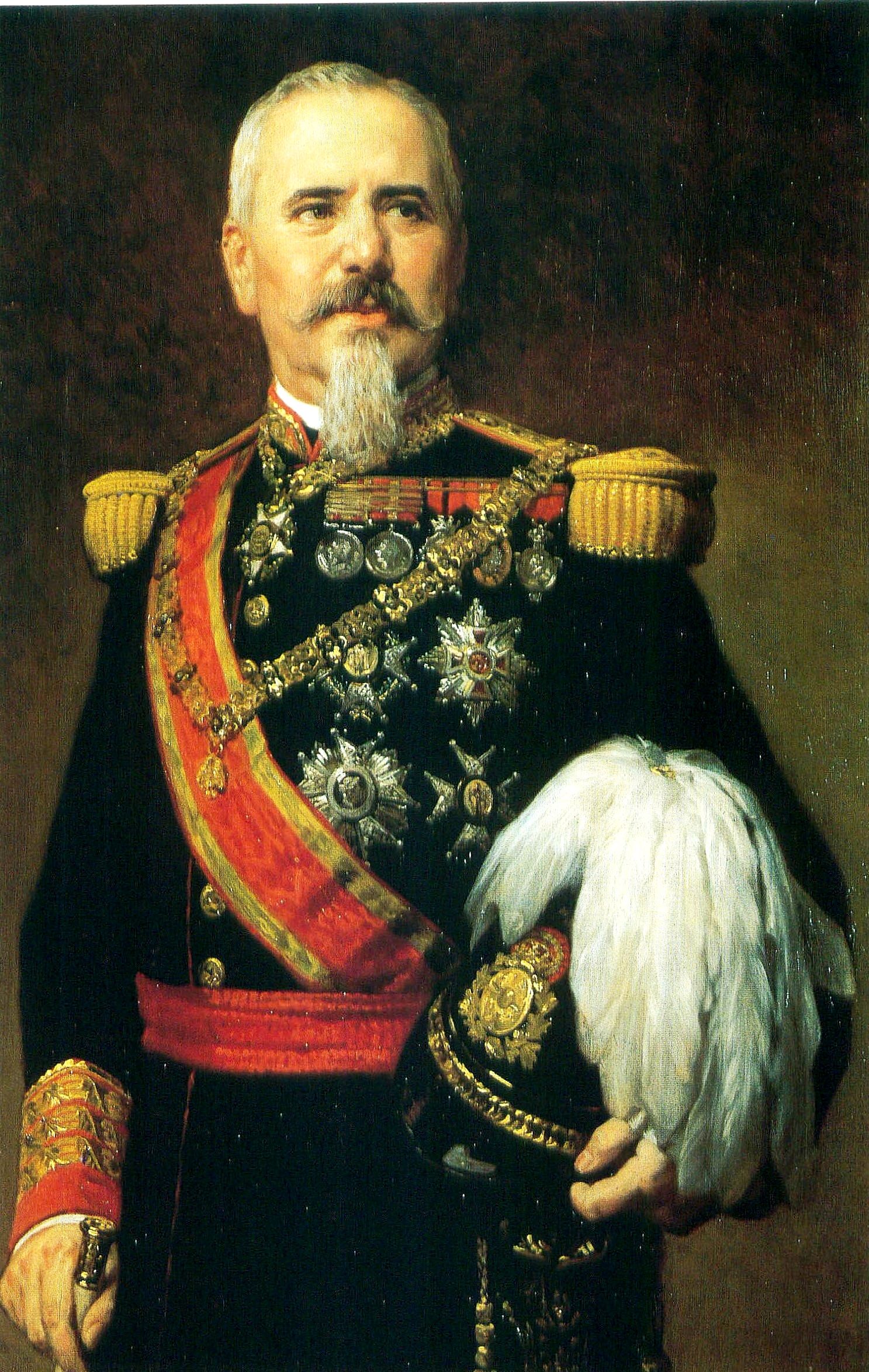
Arsenio Martínez-Campos Antón, en cuyo recuerdo se creó el marquesado de Baztán para su hijo Miguel Martínez de Campos y Rivera.

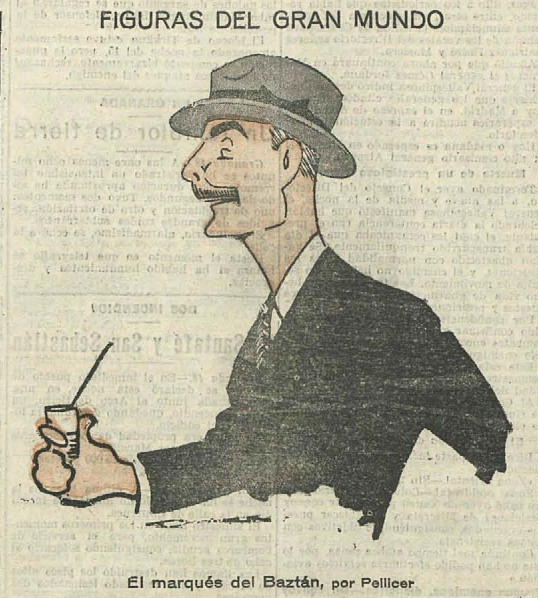
Segundo marqués de Baztán

El marquesado de Baztán es un título nobiliario español creado por la reina regente María Cristina de Habsburgo Lorena, durante la minoría del rey Alfonso XIII, y concedido a Miguel Martínez-Campos y Rivera el 25 de septiembre de 1891 por real decreto y el 11 de octubre del mismo año por real despacho, en recuerdo de los méritos de su padre, el capitán general Arsenio Martínez-Campos Antón.
Su denominación hace referencia a la localidad de Baztán, en la provincia de Navarra, donde Arsenio Martínez lideró el ejército alfonsino y derrotó a los carlistas. Este enfrentamiento dio fin a la tercera y última guerra carlista y restituyó en el trono de España al heredero de Isabel II, el rey Alfonso XII.

## Armas
Escudo partido: primero, en campo de plata, una anda de sinople y engolada en dragantes de oro, acompañada en lo alto de tres crucetas de gules bien ordenadas, y en lo bajo una caldera de azur a la que está empinado un lobo de sable; y segundo, mantelado: primero y segundo de oro, con un creciente de azur, y el mantel, de gules con un león rampante, de oro.

## Marqueses de Baztán
|                                                | Titular                                        | Periodo                                        |
| Creación por Alfonso XIII                      | Creación por Alfonso XIII                      | Creación por Alfonso XIII                      |
| Regencia de María Cristina de Habsburgo-Lorena | Regencia de María Cristina de Habsburgo-Lorena | Regencia de María Cristina de Habsburgo-Lorena |
| ---------------------------------------------- | ---------------------------------------------- | ---------------------------------------------- |
| I                                              | Miguel Martínez de Campos y Rivera             | 1891-1913                                      |
| II                                             | Miguel Martínez de Campos y San Miguel         | 1914-1940                                      |
| III                                            | Arsenio Miguel Martínez de Campos y Raybaud    | 1956-2008                                      |
| IV                                             | Arsenio Martínez de Campos y del Solar Dorrego | 2008-presente                                  |

## Historia de los marqueses de Baztán
La lista de sus titulares es la que sigue:
- Miguel Martínez-Campos y Rivera (1865-1913), I marqués de Baztán, coronel de caballería, ayudante del rey y gentilhombre de cámara. Era hijo de Arsenio Martínez-Campos Antón y de su esposa María de los Ángeles Rivera y Olavide, I marquesa de Martínez de Campos.

Se casó el 12 de octubre de 1891 con Martina de San Miguel y de la Gándara. El 18 de marzo de 1914 le sucedió su hijo:
- Miguel Martínez-Campos y San Miguel (1895-1940), II marqués de Baztán.

Se casó con la argentina Celina Raybaud y Roca. El 21 de diciembre de 1956 le sucedió su hijo:
- Arsenio Miguel Martínez-Campos y Raybaud, III marqués de Baztán.

Se casó con Felicia del Solar Dorrego y Pacheco. El 3 de julio de 2008 —tras orden del 13 de marzo del mismo año para que se expida carta de sucesión (BOE del día 31)— le sucedió su hijo:
- Arsenio Carlos Martínez-Campos y del Solar Dorrego, IV marqués de Baztán.